# Ścinawka Dolna
Ścinawka Dolna (niem. Niedersteine, 1945-1946 Skałeczno Dolne) – wieś w Polsce, położona w województwie dolnośląskim, w powiecie kłodzkim, w gminie Radków.
W latach 1975–1998 wieś administracyjnie należała do województwa wałbrzyskiego.

## Integralne części wsi
| SIMC    | Nazwa       | Rodzaj     |
| ------- | ----------- | ---------- |
| 0855049 | Gorzuchówek | przysiółek |
| 0855055 | Wygwizdów   | przysiółek |

## Położenie
Ścinawka Dolna to duża wieś o długości około 2,1 km, leżąca na terenie Wzgórz Ścinawskich, nad rzeką Ścinawką, na wysokości około 310–320 m n.p.m.

## Historia
Ścinawka Dolna została założona w 1300 roku i leży na Wzgórzach Ścinawskich. W 1320 roku wieś została wymieniona w starych księgach po raz pierwszy jako „Stynaria Inferior”. Wieś była w 1350 roku własnością pana na zamku – Ottona Hugiewicza. W okresie tym w miejscowości istniały: młyn wodny i kościół. Później wieś przypadła Konradovi von Nymancz i pozostała własnością tej rodziny do 1437 r., kiedy to Wenclaw (Wacław) Kluksa von Döhalitz został na zamku nowym panem. W 1438 wieś należała do Piastówny Anny oświęcimskiej, żony Puty II z Czastolowic, starosty hrabstwa kłodzkiego. W 1439 r. przypadła wdowie po Wenclawie – Dorothei, która w 1454 poślubiła Hansa (Jana) von Dönig. W rękach tej rodziny Ścinawka Dolna została do 1625 r.
Na podstawie decyzji Ferdynarda II w 1628 roku została darowana Gispertowi Voffo Voffenburgowi. W 1637 roku zamek przeszedł w ręce rodziny von Hemm Hemmstein. Mieszkańcy Ścinawki Dolnej rodzinie tej zawdzięczają dużo, a mianowicie: zbudowanie kaplicy św. Sebastiana, ufundowanie wielkiego dzwonu do starego kościoła. Zamek znajduje się nieopodal kościoła. Część tego obiektu została wyburzona, a pozostała część do dziś jest zamieszkiwana.
W 1793 roku baron von Hemm sprzedał wszystkie swoje majątki wraz ze wsią Ścinawką Dolną hrabiemu Antoniemu Aleksandrowi von Magnisowi, którego potomkowie właścicielami wsi byli do końca II wojny światowej. W XIX wieku w miejscowości było: kilka młynów wodnych, gorzelnia i duży folwark, w którym hodowano około 2000 owiec i wołów.
Dwóm siostrom, hrabiankom Annie i Zofii von Magnis wieś zawdzięcza wybudowanie sierocińca oraz zbudowanie szpitala pod wezwaniem św. Józefa – obecnie Dom Pomocy Społecznej dla Dzieci w Ścinawce Dolnej. Oba te zakłady były prowadzone przez siostry zakonne. Anna von Magnis prowadziła ten sierociniec aż do swojej śmierci, która nastąpiła 15 maja 1901 r. Hrabianka Zofia zmarła 30 czerwca 1938 r. Sierociniec to dzisiejszy Dom Pomocy Społecznej dla dzieci prowadzony przez Zgromadzenie Sióstr św. Teresy od Dzieciątka Jezus.
Innym ważnym obiektem edukacyjnym Ścinawki jest szkoła, która powstała w 1829 roku. Pierwszym nauczycielem był Franciszek Bach.
Ścinawka słynie ze swoich obiektów sakralnych. W 1350 roku zbudowano w Ścinawce drewniany kościółek. W 1530 roku na jego miejscu wybudowano murowany kościół pod wezwaniem św. Jakuba. W 1895 roku w czasie wizytacji kanonicznej ks. kard. Franciszek von Schönborn mówił podczas kazania, żeby zbudować nowy kościół, większy, ze względu na zwiększającą się liczbę mieszkańców. 19 lipca 1900 roku spełniono wolę kardynała, położono kamień węgielny pod budowę kościoła. Budowa trwała 4 lata. Pracami przy budowie kościoła kierował proboszcz ks. Franciszek Olbrich. Konsekracja odbyła się 1 października 1904 roku. Kościół został zbudowany w stylu neoromańskim.
We wsi są także inne obiekty zabytkowe. Obok pięknego, zabytkowego mostu na trasie ze Ścinawki Średniej do Wambierzyc znajduje się dwór renesansowy z około 1590 roku. Obecnie dwór jest zaniedbany, mieszka w nim kilka rodzin.
W dolnej części Ścinawki przy rzece Ścinawka znajduje się już nieczynny zespół młyna z drugiej połowy XIX wieku.
Wieś była wielokrotnie zalewana przez Ścinawkę.

## Zabytki
Według rejestru zabytków Narodowego Instytutu Dziedzictwa na listę zabytków wpisane są następujące obiekty:
- kościół pomocniczy pw. św. Stanisława Kostki z XIV-XV wieku,
- zespół dworski (nr 17), z XVII wieku, przebudowany w połowie XVIII wieku:
  - dwór i ogród.

Inne zabytki
- kościół św. Jakuba wybudowany z 1904 r.[7]
- DPS w Ścinawce Dolnej
- kaplica pw. św. Sebastiana
- szpital pw. św. Józefa wybudowany w latach 1986-1887 na stoku Sobkowej Góry przez siostry Magnis (Annę i młodszą Zofię). Opiekę na chorymi powierzono siostrom franciszkankom szpitalnym z Domu św. Maurycego z Münster[13]. W obiekcie znajduje się kaplica pw. św. Józefa[14].
- figura Jezusa Ecce Homo przy szpitalu z herbem von Heim na postumencie[15]

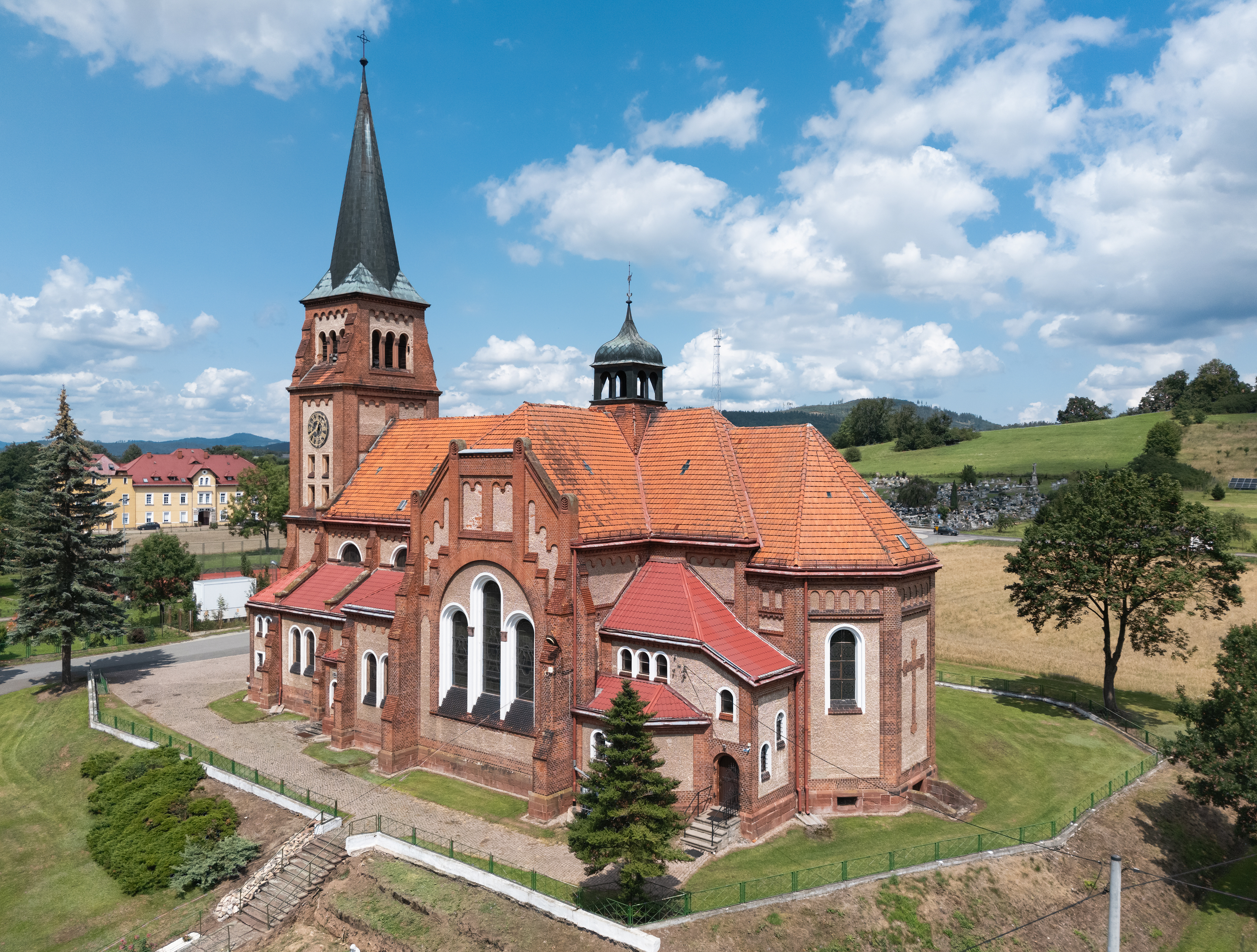
Kościół św. Jakuba
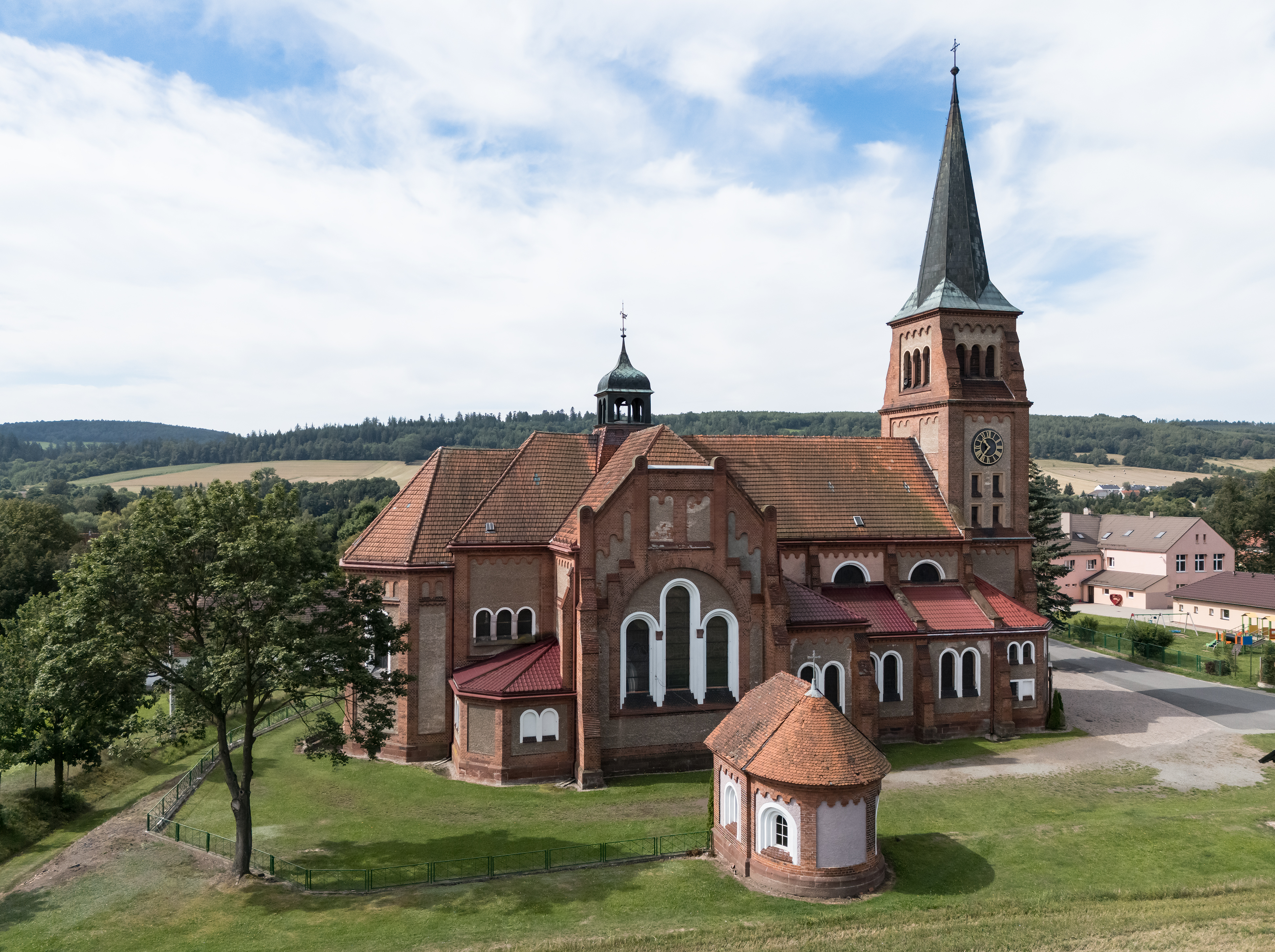
Kościół św. Jakuba
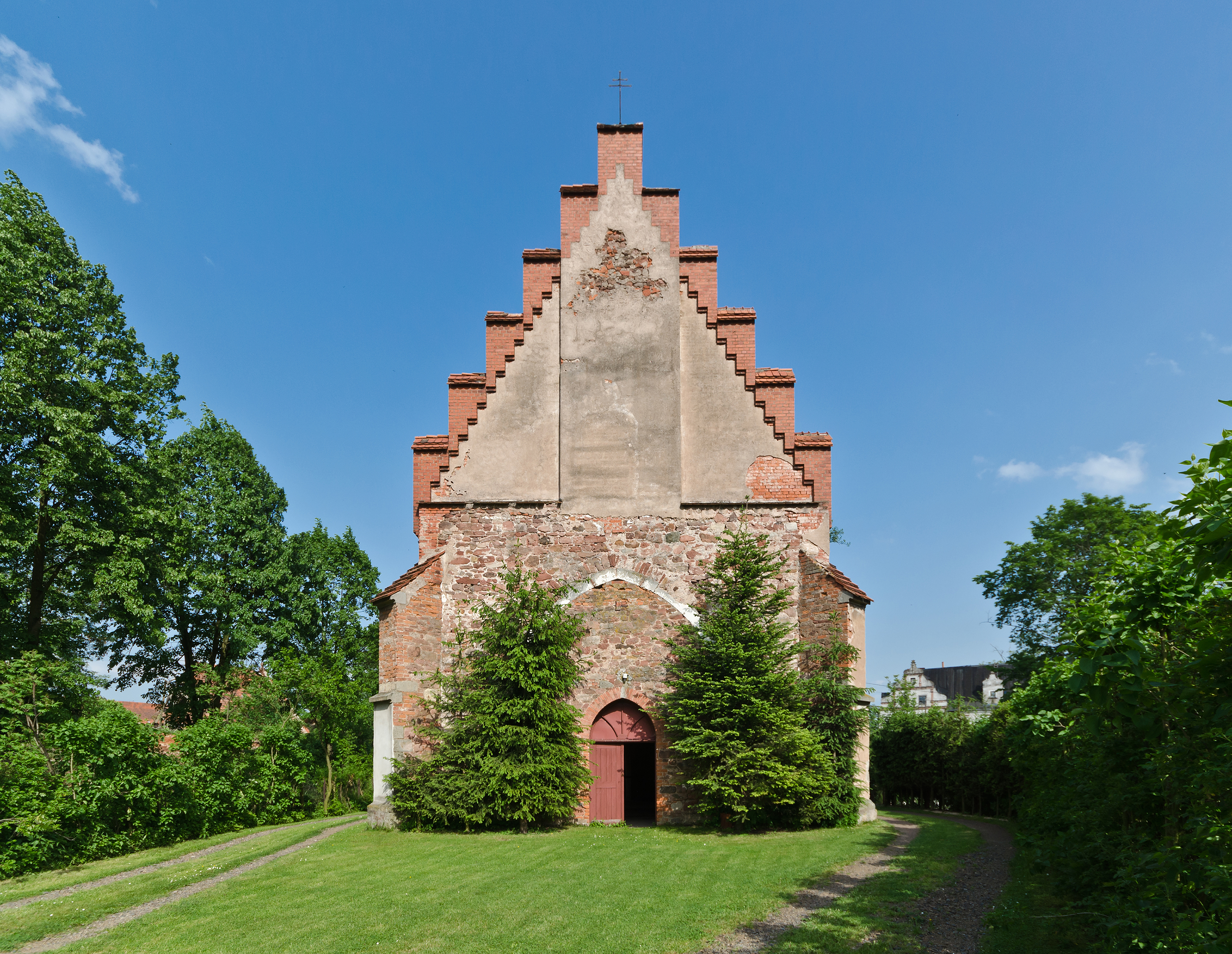
Kościół św. Stanisława Kostki
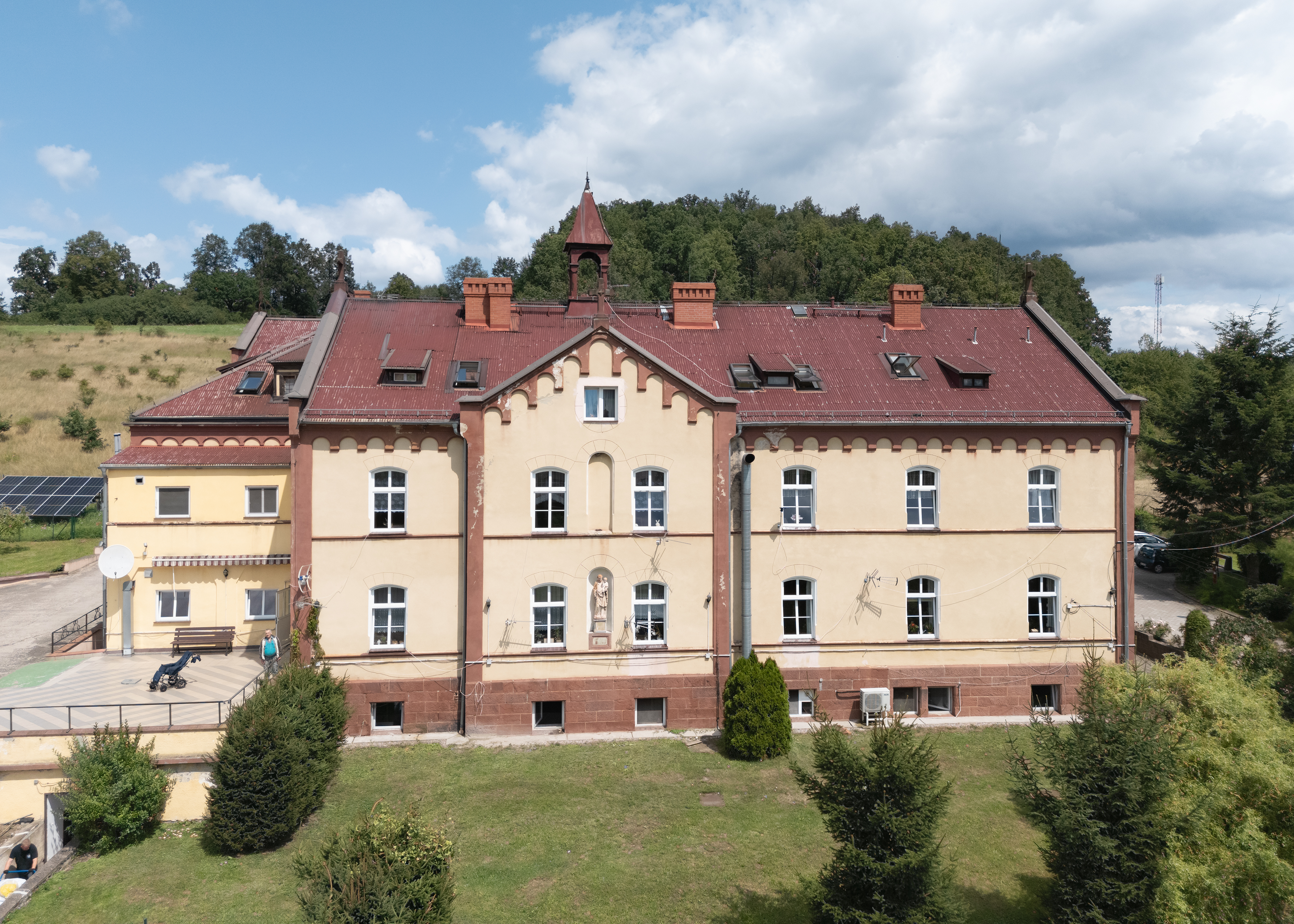
Dawny szpital pw. św. Józefa
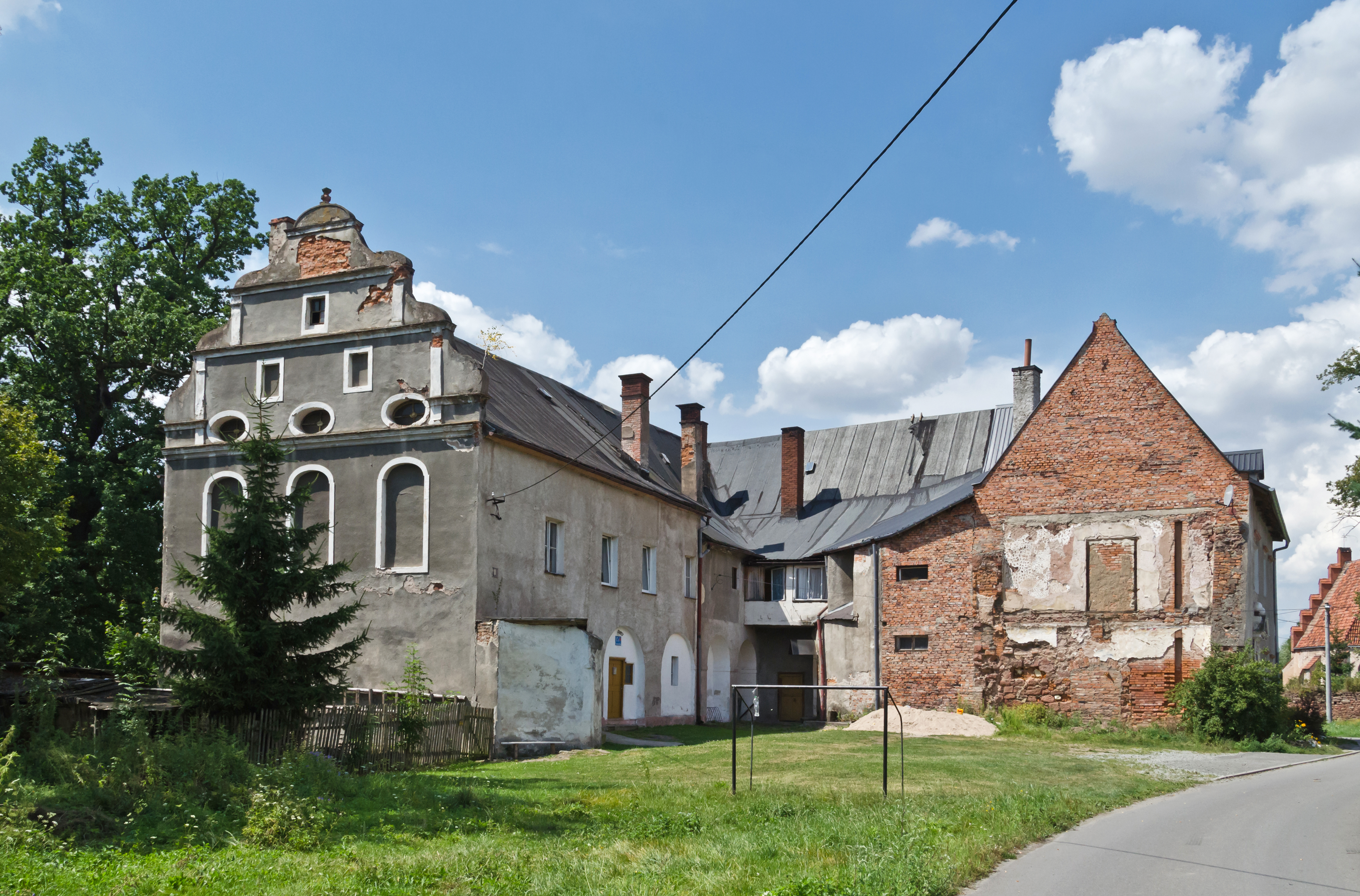
Zabytkowy dwór w Ścinawce Dolnej

## Sport
W Ścinawce Dolnej działa KS „Tęcza” z sekcją piłki nożnej.

## Zmarli, osoby związane
- Sophie von Magnis
- Anna von Magnis